# Julia (canção)
"Julia" é uma canção dos Beatles escrita por John Lennon, creditada a dupla Lennon-McCartney, e lançada no álbum The Beatles ou "Álbum Branco" de 1968. É a última canção do Lado B/Disco 1.

## Origens da criação
"Julia" foi escrito durante a visita dos Beatles à Rishikesh na Índia, para a meditação transcendental de Maharishi Mahesh Yogi em 1968. John escreveu para sua mãe Julia Lennon, que morreu por atropelamento de carro em 1958, dirigido pelo policial, Eric Clague, 24 anos, que estava de folga e dirigindo desacompanhado, pois ainda estava aprendendo a dirigir (foi suspenso de suas atividades por um período de tempo e acabou pedindo demissão, se tornando tempos depois carteiro). John tinha apenas 17 anos. Apesar de Lennon declarar em entrevistas posteriores, que dedicou a música para Yoko Ono também: "Era como imaginar a minha mãe e Yoko em uma só pessoa." Outros rumores dizem que é uma homenagem para seu filho, Julian Lennon.
O estilo dedilhado da canção, também presente em "Dear Prudence," foi ensinado a John por Donovan, um músico escocês que também estava em Rishikesh.

## Letra
As primeiras duas linhas: "Metade do que vou dizer é sem significado, Mas eu digo apenas pra te alcançar, Julia," é uma adaptação do poema "Sand and Foam," do poeta libanês, Kahlil Gibran. As linhas originais são: "Metade do que vou dizer é sem significado, Mas eu digo a outra metade apenas pra te alcançar."
A linha, "Quando eu não consigo cantar com o coração, eu só posso falar com a minha mente," vem da frase em tradução livre, "Quando a vida não acha um cantor para cantar o coração dela, A vida produz um filósofo para falar com sua mente." Essa frase é do mesmo poema. Outro termo extraído do poema é "seashell eyes" ou "olhos de concha."
Yoko Ono, que tem o primeiro nome traduzido como "filho do mar" em japonês, é referida na canção na frase, "Filha do Oceano, vem me chamar."

## Gravação
Os Beatles gravaram uma demo de "Julia" na casa de Harrison em Esher, em Maio de 68’. Embora muito parecida com a versão posterior de estúdio, essa versão trazia vozes dos outros Beatles e assobios paralelos no final.
"Julia" foi a última música gravada para o "Álbum Branco," (Apesar de "Revolution 9" ter começado em Maio e mesmo assim, em constantes ajustes ao longo do disco.) Lennon gravou 3 takes em 13 de outubro de 1968, duplicou as vozes e o violão na última desses. O take 2, como é exibido no "Anthology 3," contém mais diálogos entre John e Paul, que estava observando-o da cabine de controle. Apenas John Lennon gravou essa canção, se tornando sua primeira gravação solo.

## Os músicos
- John Lennon – vocal, violão[1]